# Temnopis martinezi
Temnopis martinezi là một loài bọ cánh cứng trong họ Cerambycidae.